# Gare de Fontaine-sur-Somme
Gare de Fontaine-sur-Somme egy bezárt vasútállomás Franciaországban, Pikárdia régióban, Fontaine-sur-Somme településen.

## Vasútvonalak
Az állomást az alábbi vasútvonalak érintik:
- Longueau–Boulogne-vasútvonal

## Kapcsolódó állomások
A vasútállomáshoz az alábbi állomások vannak a legközelebb:
- Gare de Pont-Rémy